# Yevgueni Tomashevski
Yevgueni Tomashevski (en ruso: Евгений Томашевский; 1 de julio de 1987, Sarátov, Rusia) es un Gran Maestro Internacional de ajedrez ruso. En 2001 ganó el campeonato de Rusia sub-18 en Rýbinsk con 9/10 puntos y en 2004 quedó segundo en el Campeonato del mundo de ajedrez de la juventud sub-18. En 2007 acabó segundo en el Open de Aeroflot.
En 2009, Tomashevski ganó el 10.º Campeonato de Europa Individual de ajedrez tras los desempates. La partida decisiva frente a Vladimir Malakhov se jugó a rápidas, y Malakhov se dejó una torre en una posición ganadora.
Formó parte del equipo ruso ganador de la medalla de oro en el Campeonato del mundo de ajedrez por equipos de 2009 en Bursa. En 2011, empató en el 1.º-3.º puesto del Open de Aeroflot con Nikita Vitiugov y Le Quang Liem.
Formó parte del equipo ruso que consiguió la plata en las Olimpíadas de ajedrez de 2012.
En parte por ser un jugador mayormente posicional, y en parte por llevar gafas y por su buena educación, Tomashevski, pese a su corta edad, se ganó el apodo de «Profesor» entre los ajedrecistas.
Fue uno de los analistas de Boris Gelfand en el Campeonato del mundo de ajedrez de 2012.